# Paul E. Kanjorski

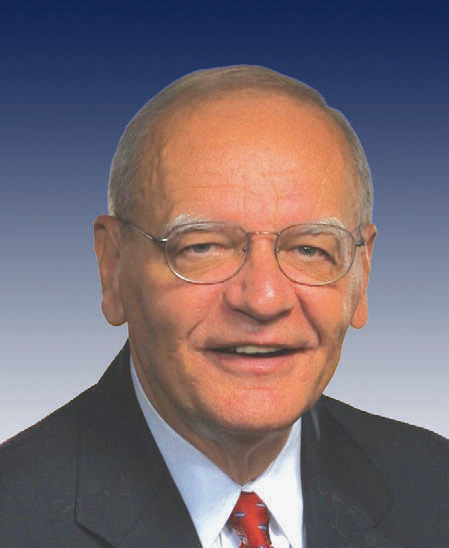
Paul E. Kanjorski

Paul E. Kanjorski (* 2. April 1937 in Nanticoke, Luzerne County, Pennsylvania) ist ein US-amerikanischer Politiker der Demokratischen Partei. Er war von 1985 bis 2011 Mitglied des US-Repräsentantenhauses und vertrat dort zuletzt den elften Kongresswahlbezirk des Bundesstaates Pennsylvania.
Sein Wahlbezirk umfasste unter anderem die Städte Scranton, Wilkes-Barre und Hazleton sowie den größten Teil der Poconos, einer Mittelgebirgsregion an der Grenze zu New Jersey.

## Parlamentsarbeit
Er war Ausschuss-Mitglied im Financial Services Committee des Repräsentantenhauses und leitete dort den Kapitalmarkt-Unterausschuss. Ferner war Kanjorski Mitglied des Committee on Oversight and Government Reform.

## Privatleben
Kanjorski lebt in Nanticoke, Pennsylvania; mit seiner Frau Nancy hat er eine Tochter.